# Défense de zone

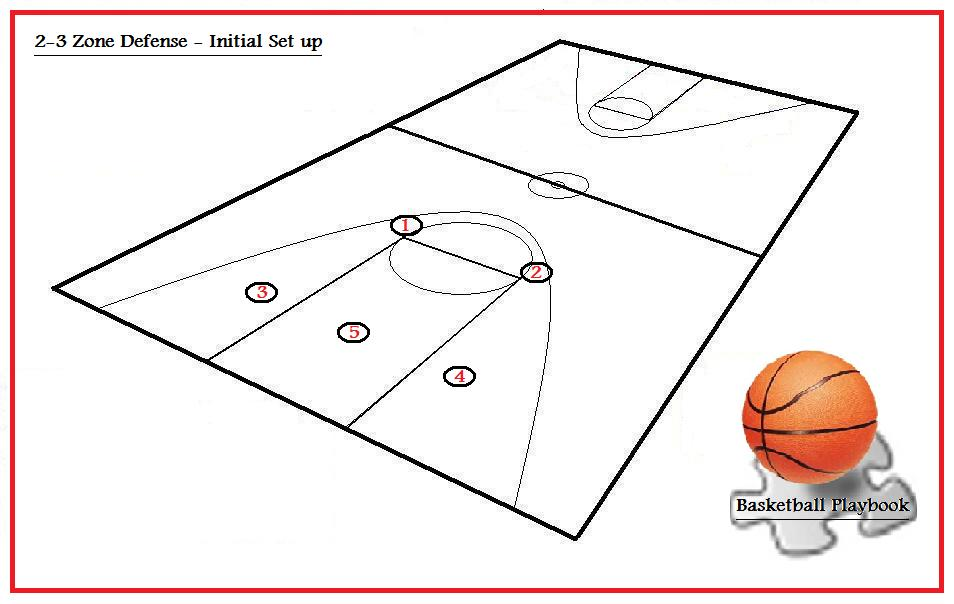
Position initiale de défense de zone au basketball.

La défense de zone est un type de défense utilisé en sport collectif dont le principe est que chaque joueur défensif doit couvrir une zone de jeu. Ce type de défense est une alternative à la défense individuelle, dont le principe est au contraire que chaque joueur doit garder un adversaire spécifique.